# 永久黄团体
“永、久、黄”团体，是中国兴办民族化学工业初期由化工实业家范旭东在天津一手创办的永利碱厂、久大精盐公司、黄海化学工业研究社所共同组成的化学工业团体。范旭东也正是因为创办了“永、久、黄”团体，而被尊称为“中国民族化学工业之父”。

## 相互关系
“永、久、黄”团体的三家均是由范旭东一手创办，因此关系也极为密切，其中久大与永利也被称为姊妹厂或姊妹公司。永、久、黄三家，久大精盐成立最早，并为其他两家提供了雄厚的资金、技术和人才支持。永利碱厂则是延续时间最长、历史影响最大的化学工业公司，而黄海化学工业社是中国第一所私立化工研究机构，其前身则是久大精盐公司的实验研究室，在其发展的过程中推动了中国菌学及酒精工业的发展，并在中华人民共和国成立后一分为二，一半参与组建中国科学院，在其基础上建立了中科院化学工业研究所。另一半，则参与组建并成立重工业部综合工业研究所。

## 四大信条

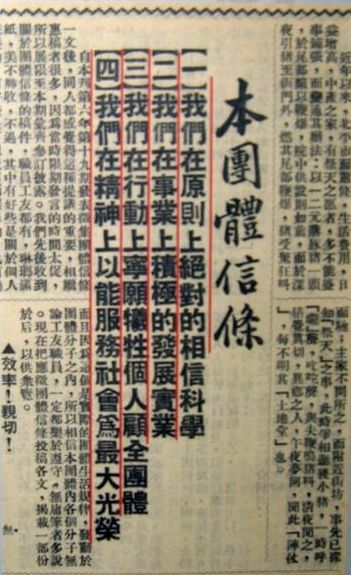
四大信条首次看法在1934年的《海王》上

1934年，“永、久、黄”团体的创始人范旭东为发展事业需要，在中国第一份企业刊物、永利碱厂所办的《海王》旬刊上刊出“为征集团体信条请同仁发言”一文，文章指出：
“每个团体都有一个目标，凡属团体各分子都努力以赴之；有组织、有计划、有信条，意志统一，步伐整齐，一心一德，不顾一切往前迈进，如此集各个分子的力量，一变而为团体的力量，此所以团体力量大，其事业乃得以成功。”
此文发出后，引起了团体内的广泛讨论，在广泛征求意见并讨论后，最终制定了“永、久、黄”团体的四大信条。
一、我们在原则上绝对的相信科学；

二、我们在事业上积极的发展实业；

三、我们在行动上宁愿牺牲个人顾全团体；

四、我们在精神上以能服务社会为最大光荣。
四大信条在制定后，首次发表于1934年9月20日发表在第七年第一期的《海王》旬刊上，并在此后固定刊登在《海王》封面左上角的显著位置。

## 外埠建厂
永久黄团体，除在天津发展外，还在四川、南京等地建立了分支机构或其他工厂，但大多以仍以久大和永利命名，如南京永利錏厂等。

## 相关著作
- （中文）赵津. . 天津: 天津人民出版社. 2010年11月1日. ISBN 7-80515649-2.